# ムィサーイリウカ
ムィサーイリウカ（ウクライナ語：Миса́йлівка；意訳：「ムィサーイの村」）は、ウクライナのキエフ州オブーヒウ地区にある村。ローシ川河岸に位置する。1705年に創建された。面積は約3.8km²（2005年）。人口は1,993人（2005年）。